# Verbandsgemeinde Beetzendorf-Diesdorf
In de Verbandsgemeinde Beetzendorf-Diesdorf werken acht gemeenten uit het district Altmarkkreis Salzwedel samen ter vervulling van de gemeentelijke taken. Juridisch gezien behouden de deelnemende gemeenten hun zelfstandigheid.

## Geschiedenis
De Verbandsgemeinde Beetzendorf-Diesdorf bestaat sinds 1 januari 2010.

## Deelnemende gemeenten
- Apenburg-Winterfeld, Flecken (1.699)
- Beetzendorf * (3.108)
- Dähre (1.440)
- Diesdorf, Flecken (2.302)
- Jübar (1.567)
- Kuhfelde (1.089)
- Rohrberg (1.069)
- Wallstawe (882)